# Chrysogorgia debilis
Chrysogorgia debilis är en korallart som beskrevs av Kükenthal 1908. Chrysogorgia debilis ingår i släktet Chrysogorgia och familjen Chrysogorgiidae. Inga underarter finns listade i Catalogue of Life.